# Sergi López
Sergi López (Vilanova i la Geltrú, 22 de dezembro de 1965) é um ator espanhol conhecido principalmente por seu trabalho em Dirty Pretty Things, Solo Mia e Pan's Labyrinth.

## Filmografia selecionada

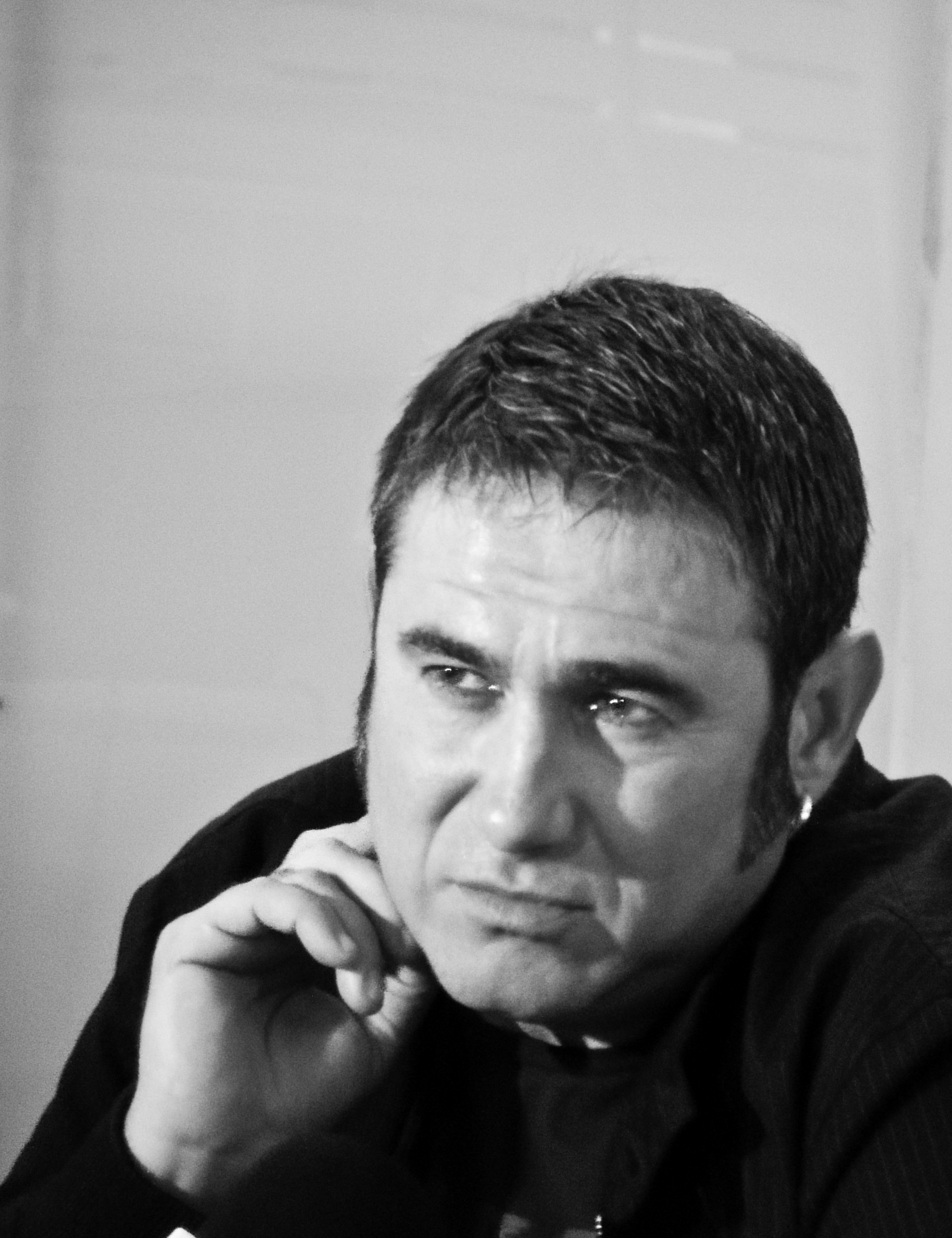
López em 2009.

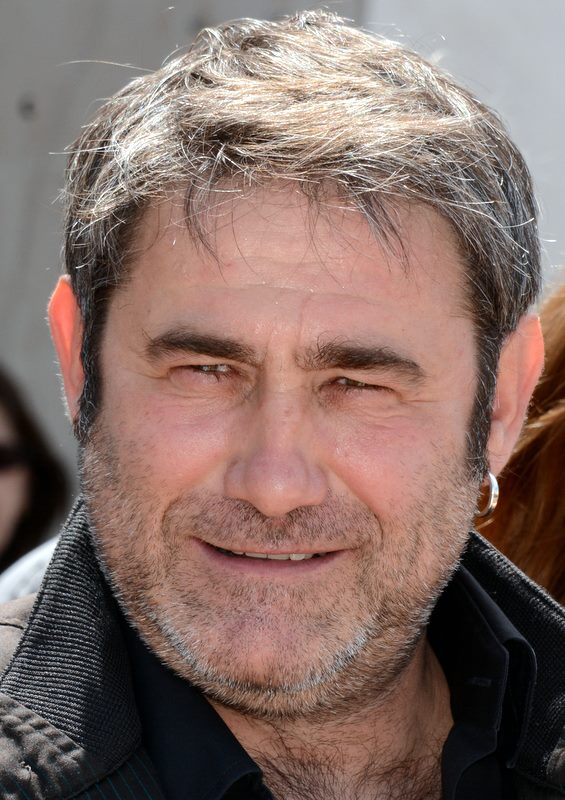
López no Festival de Cannes 2013.

| Ano  | Título                         | Papel               | Diretor                               |
| ---- | ------------------------------ | ------------------- | ------------------------------------- |
| 1995 | ...à la campagne               | Pablo               | Manuel Poirier                        |
| 1997 | Caresses                       | Home                | Ventura Pons                          |
| 1997 | Western                        | Paco Cazale         | Manuel Poirier                        |
| 1999 | Between Your Legs              | Claudio             | Manuel Gomez Pereira                  |
| 1999 | An Affair of Love              | Ele                 | Frédéric Fonteyne                     |
| 1999 | Empty Days                     | Luis                | Marion Vernoux                        |
| 1999 | Lisbon                         | João                | Antonio Hernández                     |
| 2000 | Harry, He's Here to Help       | Harry               | Dominik Moll                          |
| 2001 | Ten Days Without Love          | Miguel              | Miguel Albaladejo                     |
| 2001 | Jet Lag                        | Sergio              | Danièle Thompson                      |
| 2001 | The Milk of Human Kindness     | Serge               | Dominique Cabrera                     |
| 2001 | Mine Alone                     | Joaquin             | Javier Balaguer                       |
| 2001 | A Hell of a Day                | Luis Del Sol        | Marion Vernoux                        |
| 2002 | Filles perdues, cheveux gras   | Philippe            | Claude Duty                           |
| 2002 | Rencontre avec le dragon       | Raoul de Ventadour  | Hélène Angel                          |
| 2002 | Dirty Pretty Things            | Sneaky / Juan       | Stephen Frears                        |
| 2004 | Words in Blue                  | Vincent             | Alain Corneau                         |
| 2004 | To Paint or Make Love          | Adam                | Arnaud Larrieu and Jean-Marie Larrieu |
| 2006 | Pan's Labyrinth                | Captain Vidal       | Guillermo Del Toro                    |
| 2007 | Parc                           | Georges Clou        | Arnaud des Pallières                  |
| 2009 | Ricky                          | Paco                | François Ozon                         |
| 2009 | Happy End                      | Théo                | Arnaud Larrieu and Jean-Marie Larrieu |
| 2009 | Leaving                        | Ivan                | Catherine Corsini                     |
| 2009 | The Boat Race                  | Sergi               | Bernard Bellefroid                    |
| 2009 | Map of the Sounds of Tokyo     | David               | Isabel Coixet                         |
| 2010 | Black Bread                    |                     | Agustí Villaronga                     |
| 2010 | Potiche                        |                     | François Ozon                         |
| 2011 | The Monk                       |                     | Dominik Moll                          |
| 2012 | La Proie                       | Manuel Carrega      | Éric Valette                          |
| 2012 | Dream and Silence              | Valenti             | Jaime Rosales                         |
| 2012 | Tango libre                    | Fernand             | Frédéric Fonteyne                     |
| 2013 | Michael Kohlhaas               |                     | Arnaud des Pallières                  |
| 2014 | High Society                   | Harold              | Julie Lopes-Curval                    |
| 2014 | Geronimo                       | Le père de Geronimo | Tony Gatlif                           |
| 2015 | A Perfect Day                  | Goyo                | Fernando León de Aranoa               |
| 2015 | 21 Nights with Pattie          | Manuel              | Arnaud LarrieuJean-Marie Larrieu      |
| 2015 | Second Origin                  |                     | Carles Porta                          |
| 2015 | Les Rois du monde              | Jeannot             | Laurent Laffargue                     |
| 2018 | Happy as Lazzaro               | Ultimo              | Alice Rohrwacher                      |
| 2018 | The Man Who Killed Don Quixote |                     | Terry Gilliam                         |
| 2020 | Rifkin's Festival              | Paco                | Woody Allen                           |